# Tiristor MCT
La abreviación MCT significa MOS Controlled Thyristor, o en castellano, tiristor controlado por MOS.
Es un dispositivo semiconductor desarrollado originalmente por Motorola y que combina las características de un tiristor y una compuerta MOS (metal oxide semiconductor).